# Colin Miller (giocatore di football americano)
Colin Miller (22 novembre 1987) è un giocatore di football americano statunitense, center svincolato. Al college giocò a football alla Central Michigan University.

## Carriera

### Pittsburgh Steelers (2011)
Uscì dal college ma non venne scelto al draft NFL. Il 27 luglio firmò con gli Steelers, ma il 3 settembre venne svincolato.

### Oakland Raiders (2012-presente)
Il 7 maggio firmò come free agent con i Raiders. Il 31 agosto venne svincolato ma il 2 settembre firmò con la squadra di pratica dei Raiders. Il 23 ottobre venne svincolato.